# Raúl Navarro del Río
Raúl Navarro del Río (nascut el 7 de febrer de 1994) és un futbolista andalús que juga principalment com a lateral dret, tot i que també pot jugar de migcampista.

## Carrera de club
Navarro va néixer a Sevilla, Andalusia, va representar el Col·legi Salesianos de Triana, el CD Utrera i el Sevilla FC com a juvenil. Va fer el seu debut com a sènior amb l'equip C del Sevilla el 17 de març de 2013, entrant com a substitut a la segona part en un empat 0-0 fora de Tercera Divisió contra el CMD San Juan.
Posteriorment, Navarro es va establir com a titular habitual del C, i també va aparèixer unes poques vegades amb el filial durant la temporada 2015-16, en què el club va aconseguir l'ascens a Segona Divisió B. El 17 de juliol de 2016 va fitxar per un altre filial, la UD Almeria B de quarta categoria.
El 12 de juliol de 2017, Navarro va arribar a un acord amb el Reial Valladolid, sent destinat a l'equip B al tercer nivell. El 7 d'agost de 2020 va passar al Burgos CF, i va ajudar en el seu ascens a Segona Divisió després d'una absència de 19 anys el 2021.
Navarro va fer el seu debut com a professional el 15 d'agost de 2021, començant en un empat 0-1 fora de casa contra l'Sporting de Gijón. El 7 de juny de 2023, va renovar el seu contracte fins al 2025.